# Cedarville
Cedarville este un oraș din provincia Kwazulu-Natal, Africa de Sud.